# Хиджборак (джамоат)
Хиджборак, или Хиджборакский джамоат (тадж. Ҷамоати деҳоти Ҳиҷборак) — сельская община (джамоат) Раштского района Таджикистана. Расстояние от центра джамоата (село Хиджборак) до центра района (пгт Гарм) — 20 км. Население — 5609 человек (2015 г.; 6871 чел. — 2001 год), таджики.

## Населённые пункты
| №  | Населённый пункт | Прежние названия | Тип населённого пункта | Население, 2017. |
| -- | ---------------- | ---------------- | ---------------------- | ---------------- |
| 1  | Бодравак         |                  | деха                   | 60               |
| 2  | Бустон           | Хулак            | деха                   | 243              |
| 3  | Дехи-Махсум      |                  | деха                   | 43               |
| 4  | Зарангак         |                  | деха                   | 654              |
| 5  | Кала             | Калаи-чак        | деха                   | 318              |
| 6  | Мохи-Хоса        | Кизило           | деха                   | 266              |
| 7  | Уштурпаст        |                  | деха                   | 76               |
| 8  | Хиджборак        | Хичборак         | деха, адм. центр       | 1 195            |
| 9  | Худруён          |                  | деха                   | 99               |
| 10 | Хазорчашма       |                  | деха                   | 458              |
| 11 | Джалолобод       |                  | деха                   | 58               |
| 12 | Ярхаб            |                  | деха                   | 1 658            |
| 13 | Ярхаби-Чукурак   |                  | деха                   | 173              |
| 14 | Яхакпаст         |                  | деха                   | 308              |
| 15 | Кули-офтобруя    |                  | деха                   | н/д              |
| 16 | Кули-сояру       |                  | деха                   | н/д              |
| 17 | Таргак           |                  | деха                   | н/д              |
| 18 | Шамар            |                  | деха                   | н/д              |

## История
Указом от 27 июня 1944 года в Гармском районе за счет разукрепления Яхак-Пастского к/с был образован Хичборакский кишлачный совет с центром в селе Ярхоби-Калон, к которому были присоединены села Худурьён, Ярхоби калон, Дараи-Ангур, Калаи-Чаки боло, Калаи-Чаки поён, Хичборак, Комолион, Бодровак, Бодумлуч, Талхак-Чашма, Кизирло, Ярхоби чукурак и Таргок (всего 13).
16 августа 1944 года Указом Президиума Верховного Совета ТаССР к Хичборакскому кишлачному совету Гармского района Гармской области были присоединены населённые пункты Заронгак, Хулак, Уштурпаст, Курчин и Шомор из к/с Лангаришо Калаи-Лябиобского района.
Указом Президиума Верховного Совета Таджикской ССР от 26 декабря 1952 года кишлачный совет Булькос был ликвидирован, а его территория включена в состав кишлачного совета Хичборак.
5 ноября 1954 года административный центр кишлачного совета Хичбарак был перенесен из кишлака Ярхаби-калон в кишлак Хичбарак.
7 августа 1959 года Указом Президиума Верховного Совета Таджикской ССР к/с Хеджбарак был ликвидирован, а его территория передана в состав кишлачного совета Каланак.
Был вновь образован как к/с Хичбарак Гармского района в 1963 году.